# Rolnické muzeum

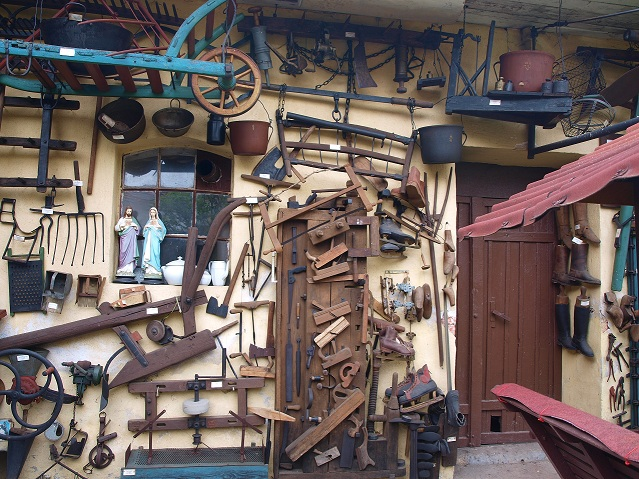
Rolnické muzeum

Rolnické muzeum manželů Kopečkových se nachází v areálu selského stavení č. p. 8 v Příložanech u Jaroměřic nad Rokytnou. Je zaměřeno na zemědělské nářadí a náčiní, nalezneme zde ale i předměty denní potřeby či zařízení domácnosti. Expozice se snaží prezentovat, jak se žilo a hospodařilo na venkově přibližně do roku 1950.

## Historie
Sbírka se začala formovat po roce 1989, kdy manželé Kopečkovi získali statek zpět v restituci.
V navráceném stavení zůstalo jen pár původních předmětů. František Kopeček měl ale přání zachovat rolnický dům tak, jak v něm s rodiči hospodařil. Lidé, kteří se dozvěděli, že chtějí zachovat pro budoucí generace předměty mapující život vesnického člověka, začali sami nosit zdarma předměty, které doma našli.

## Současnost
V současné době se ve sbírce nachází 1012 předmětů z regionu (např. z obcí Biskupice, Jackov, Lukov, Radkovice u Hrotovic, Moravské Budějovice, Jaroměřice nad Rokytnou, Rouchovany, Myslibořice, Rešice, Slatina atp.), ale také ze zahraničí (např. z Rakouska, Slovenska nebo Nizozemska).
Všechny stroje jsou funkční a pan Kopeček je schopen ke každému předmětu dát výklad, prohlídka tak trvá minimálně 2 hodiny.
Předměty jsou umístěny převážně ve dvoře domu nebo v přilehlých hospodářských staveních. Většina předmětů pochází z počátku 20. století, nalezneme zde ale i exponáty mladší. Za nejcennější považují manželé Kopečkovi cepovky, třídičku hrachu, prosekávač řepy, harku, strojek na setí jetele a necky z jednoho kusu dřeva.
Prohlídka je pouze na telefonické objednání předem. Vstupné je dobrovolné.